# Barghiem
Barghiem (Fries: Barchhiem) is een buurtschap in de gemeente Achtkarspelen, in de Nederlandse provincie Friesland.
De buurtschap ligt aan de westrand van Harkema, waar het formeel ook onder valt. De plaatsnaam verwijst naar het feit dat het een plek om te wonen was (hiem, [hi.əm]) waarbij een barch [barx] was gelegen, een overdekte opslagplaats, die werd gebruikt voor de opslag van turf.
De buurtschap ligt tussen de straat De Dunen en de buurtschap Hamshorn in, aan de Mûntsegroppe en aan de westkant van de Betonwei, met de verbindende straten De Bulten en Barchhiem. 
Dorpen: Augustinusga · Boelenslaan · Buitenpost · Drogeham · Gerkesklooster · Harkema · Kootstertille · Stroobos · Surhuisterveen · Surhuizum · Twijzel · Twijzelerheide

Buurtschappen: Barghiem · Blauwhuis · Blauwverlaat · Buweklooster · Buwetille · De Kooten · De Laatste Stuiver · Dijkhuizen · Egypte · Gerben Allesverlaat · Hamsterpein · Hamshorn · Hiltjemoeiswouden · Jachtveld · Kortwoude · Kuikhorne (deels) · Lutkepost · Monniketille · Ophuis · Opperkooten · Rohel · Roodeschuur · Surhuizumer Mieden · Uitland · Vierhuizen · Westerend · Wildpad (deels) · Wildveld

Friesland: Steden en dorpen      Nederland: Provincies · Gemeenten